# Vibrante múltiple alveolar sorda
La vibrante múltiple alveolar sorda es una consonante que difiere de la vibrante múltiple alveolar sonora /r/ solo por las vibraciones de la cuerda vocal. Ocurre en algunos idiomas, generalmente junto a la versión sonora, como un fonema similar o un alófono.
Se desarrolló en un sonido deletreado, ⟨ῥ⟩, con la letra para r y el diacrítico para / h /, en griego clásico. Probablemente era una vibrante alveolar sorda y se convirtió en el alófono regular de palabra-inicial de /r/ en el griego antiguo que ha desaparecido en el griego moderno.

## Aparición en distintas lenguas
- Galés: Rhagfyr [ˈr̥aɡvɨr] diciembre
- Griego antiguo: ἄῤῥοστος (árrhostos) [ar̥ostos] enfermo
- Islandés: hrafn [ˈr̥apn̥] cuervo
- Lezgiano: крчар/krčar [ˈkʰr̥t͡ʃar] cuernas
- Limburgués: geer [ɣeːr̥] olor
- Moksha: нархне [ˈnar̥nʲæ] aquellas gafas
- Nivejí: р̌ы [r̥ɨ] puerta
- Polaco: krtań [ˈkr̥täɲ̟] laringe
- Ucraniano: центр [t̪͡s̪ɛn̪t̪r̥] centro
- Zapoteco: rsil [r̥sil] temprano

- Datos: Q2994715